# Buffalo (Texas)
Buffalo ist eine Stadt im Leon County im Bundesstaat Texas der Vereinigten Staaten. Das U.S. Census Bureau hat bei der Volkszählung 2020 eine Einwohnerzahl von 1.767 ermittelt.

## Geographie
Die 10,5 km² große Stadt liegt auf halber Strecke zwischen Dallas und Houston an der Interstate 45 sowie auf halber Strecke zwischen Austin und Tyler am U.S. Highway 79.

## Geschichte
1993 und 1994 änderte die Stadt ihren Namen in Blue Star, Texas während der Super Bowl Saison als Unterstützung der Dallas Stars gegen die Buffalo Sabres am Finalwochenende des Stanley Cup. Beide Male gewannen die Dallas Stars. 1999 änderte die Stadt zum gleichen Ereignis ihren Namen in Green Star, Texas.

## Demographische Daten
Nach der Volkszählung im Jahr 2000 lebten hier 1804 Menschen in 668 Haushalten und 474 Familien. Die Bevölkerungsdichte betrug 173,3 Einwohner pro km². Ethnisch betrachtet setzte sich die Bevölkerung zusammen aus 71,40 % weißer Bevölkerung, 14,80 % Afroamerikanern, 0,06 % amerikanischen Ureinwohnern, 0,55 % Asiaten und 11,59 % aus anderen ethnischen Gruppen. Etwa 1,61 % waren gemischter Abstammung und 17,02 % der Bevölkerung waren spanischer oder lateinamerikanischer Abstammung.
Von den 668 Haushalten hatten 37,6 % Kinder unter 18 Jahre, die im Haushalt lebten. 47,5 % davon waren verheiratete, zusammenlebende Paare. 18,4 % waren allein erziehende Mütter und 28,9 % waren keine Familien. 25,9 % aller Haushalte waren Singlehaushalte und in 12,0 % lebten Menschen, die 65 Jahre oder älter waren. Die Durchschnittshaushaltsgröße betrug 2,63 und die durchschnittliche Größe einer Familie belief sich auf 3,16 Personen.
29,8 % der Bevölkerung waren unter 18 Jahre alt, 10,5 % von 18 bis 24, 25,0 % von 25 bis 44, 21,1 % von 45 bis 64, und 13,6 % die 65 Jahre oder älter waren. Das Durchschnittsalter war 33 Jahre. Auf 100 weibliche Personen aller Altersgruppen kamen 89,5 männliche Personen. Auf 100 Frauen im Alter von 18 Jahren und darüber kamen 83,6 Männer.

Das jährliche Durchschnittseinkommen eines Haushalts betrug 25.625 USD, das Durchschnittseinkommen einer Familie 31.058 USD. Männer hatten ein Durchschnittseinkommen von 28.807 USD gegenüber den Frauen mit 17.083 USD. Das Prokopfeinkommen betrug 14.246 USD. 23,5 % der Bevölkerung und 21,1 % der Familien lebten unterhalb der Armutsgrenze. Davon waren 31,3 % Kinder und Jugendliche unter 18 Jahren und 21,9 % waren 65 oder älter.